# 浅羽靖

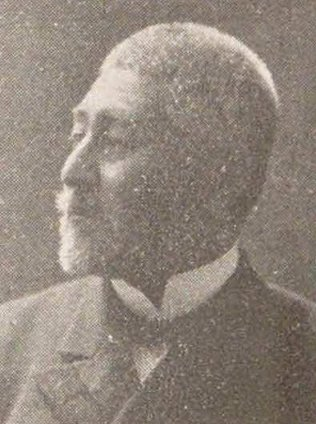
浅羽靖

浅羽 靖（あさば しづか、安政元年1月8日（1854年2月5日） - 大正3年（1914年）10月22日）は、政治家・官僚で北海英語学校創設者。北海学園の父とも称されている。

## 来歴
大坂に生まれる。大阪城定番与力の3男という。1875年大蔵省に入省後、根室県や、北海道理事官、1886年には札幌区長を経て、1887年現在の北海高等学校の前身にあたる夜間私立学校北海英語学校の校長に就任。1891年北海道庁会計主務官を最後に退官。札幌製糖社長となる。1893年からは同学校の校主も兼任している。校長在任中も、1901年の中学校令に伴い北海英語学校中等部を創設している。1904年の第9回衆議院議員総選挙にて札幌選挙区から出馬して当選、1914年まで衆議院議員（立憲同志会に所属）を務めた。政界引退後は、札幌商業会議所特別委員に就任した。
この他、札幌苗穂に浅羽農場、製塩業、陸海物産取引業なども起業し、北海道理事官（現在の副知事）、区長（現在の市長）、衆議院議員時代には公共機関の整備、北海道拓殖銀行の創設に扱ぎつけ、北海道産学振興にも尽力した。墓所は青山霊園。
浅羽逝去の後、財団法人化され、浅羽の4万5千冊にものぼる蔵書は、現在「北駕文庫」として北海学園大学付属図書館に収められている。

## エピソード
- 札幌区長時代に札幌農学校学徒と語り合い、教育の場の必要性を痛感。大津和多理に協力し北海英語学校設立に参画。また、同校長時代には、私財を投げ打ち、校舎設備を整え、中等部を創設。晩年は「浅羽苗邨」と号したという（「苗邨」は後の北海学園の前身の名称となる）が、老いてなお、才気覇気があり、一方で慎み深く人望があったという。
- 教育者としては厳格な国家主義と儒教的精神に基づいた教育を実施し、自由主義的な戸津高知とは対照的であった[2]。

## 家族
息子には現在の学校法人北海学園の前身にあたる財団法人苗邨学園の初代理事長をした浅羽一郎がいる（しかし、戸津高知との学園運営上対立により翌年辞任した）。また、妻の弟に動物学者の谷津直秀が、孫の一人に古生物学者の井尻正二がいる。

## 顕彰事業
浅羽祭
毎年、十月下旬頃に浅羽の命日に浅羽を偲んで、「浅羽祭」が北海学園大学にて神道形式で、執り行われている。併せてこの1年に逝去した北海学園関係者も慰霊している。
胸像建立
1926年に北海英語学校卒業生の有志によって北海高等学校の平岸通側（学校法人北海学園敷地内）に浅羽の胸像を設置している。